# Hungría en los Juegos Paralímpicos de Seúl 1988
Hungría estuvo representada en los Juegos Paralímpicos de Seúl 1988 por un total de 34 deportistas, 31 hombres y tres mujeres.

## Medallistas
El equipo paralímpico húngaro obtuvo las siguientes medallas:
| Nombre                      | Deporte                   | Evento                     |
| --------------------------- | ------------------------- | -------------------------- |
| Oro                         |                           |                            |
| —                           |                           |                            |
| Plata                       |                           |                            |
| István Nánási               | Atletismo                 | Peso A2A9 masculino        |
| Dénes Nagy                  | Atletismo                 | Peso B3 masculino          |
| István Nánási               | Levantamiento de potencia | +100 kg masculino          |
| György Tory                 | Natación                  | 400 m libre L6 masculino   |
| Attila Szepesi              | Tenis de mesa             | Individual TT5 masculino   |
| Bronce                      |                           |                            |
| Géza Dukai                  | Natación                  | 100 m braza A1 masculino   |
| Géza Dukai                  | Natación                  | 100 m libre A1 masculino   |
| András Tóth                 | Natación                  | 50 m espalda L3 masculino  |
| Sándor Takács               | Natación                  | 100 m braza A6 masculino   |
| János Becsey                | Natación                  | 200 m estilos C8 masculino |
| Győző Kovács Attila Szepesi | Tenis de mesa             | Equipo TT5 masculino       |
| Lajos Erdős Károly Majsai   | Tenis de mesa             | Equipo TT6 masculino       |